# Веллингтон (графство, Онтарио)
Графство Веллингтон расположено на юго-западе Онтарио, Канада, которое является частью Большой Золотой Подковы . Графство, состоящее из двух городов и пяти поселков, в основном сельское. Однако многие жители южной части графства ездят в города, такие как Гуэлф, Китченер, Ватерлоо, Брамптон, Миссисога, Торонто и Гамильтон.для трудоустройства. Северная часть графства (включающая городки Минто, Мейплтон и Веллингтон-Норт) состоит в основном из сельских фермерских общин, за исключением нескольких более крупных городов, таких как Маунт-Форест и Артур. Согласно переписи 2016 года, население округа составляло 90 932 человека. 
В 2018 году начальником округа была Келли Линтон (мэр Веллингтона), и было 14 советников. Полицейские услуги осуществляются полицией провинции Онтарио.  Школы находятся в ведении Совета Верхней Большой окружной школы и от совета католического округа школы Веллингтона. Графство делится на семь муниципалитетов, а администрация графства находится в городе Гуэлф, который сам, однако, в графство не входит, а является отдельным муниципалитетом.